# Річард М. Вайнер
Річард М. Вайнер (6 лютого 1930 — 13 серпня 2020) — професор теоретичної фізики в Марбурзькому університеті (Марбург, Німеччина) та співробітник Laboratoire de Physique Théorique в Університеті Париж XI (Орсе, Франція).

## Життєпис
Народився 1930 року в місті Черновіц у Румунському королівстві (нині Чернівці, Україна). Вижив у Чернівецькому гетто.
1958 року в Бухарестському університеті здобув ступінь доктора філософії з фізики, а від 1951 до 1968 року працював науковим співробітником Інституту фізики Румунської академії наук. Через намір залишити румунський комуністичний режим його понизили і відмовили у виїзній візі, він став одним із перших відмовників Центральної та Східної Європи. Втеча Вайнера 1969 року з комуністичної Румунії та приєднання до CERN потрапили на перші шпальти в ЗМІ.

## Робота
Річард Вайнер передбачив ізомерний зсув, який знайшов широке застосування в багатьох галузях фізики. Також передбачив ефект гарячої точки в субатомній фізиці і зробив внесок у теорію кореляцій Бозе — Ейнштейна, став автором єдиного підручника з кореляцій Бозе — Ейнштейна. Був ініціатором та співорганізатором серії зустрічей LESIP. Опублікував книгу під назвою «Аналогії у фізиці та житті, наукова автобіографія» (англ. Analogies in Physics and Life, A scientific Autobiography).
Керував докторськими дослідженнями Норберта Стелте, Міхаеля Плюмера, Удо Орніка, Фернандо Навари, Бернгарда Шлея та Неллі Арбекс, а також мав постдокторантів: Сібаджі Раху, Апостолоса Вурдаса, Фреда Поттага, Леоніда Разумова та інших.
Автор понад 180 публікацій у наукових журналах і книгах. Також опублікував науково-фантастичний роман німецькою мовою Das Miniatom-Projekt. Дав декілька інтерв'ю, зокрема Frankfurter Rundschau, а також Hessischer Rundfunk у серії Doppelkopf, присвяченій відомим особистостям.

### Автор
- R. M. Weiner (2000). Introduction to Bose–Einstein Correlations and Subatomic Interferometry. John Wiley & Sons.
- Richard M. Weiner (2006). Das Miniatom-Projekt. LiteraturWissenschaft.de. ISBN 3-936134-14-6.
- R. M. Weiner (2008). Analogies in Physics and Life, A Scientific Autobiography. World Scientific. ISBN 978-981-270-470-2.
- R. M. Weiner (2010). The Miniatom Project. CreateSpace. ISBN 978-1451501728.
- Richard M. Weiner (2014). Aufstand der Denkcomputer. Verlag LiteraturWissenschaft.de. ISBN 978-3-936134-41-4.
- Richard. M. Weiner (2016). Rise of the Thinking Computers: A science fantasy. CreateSpace Independent Publishing Platform. ISBN 9781535095761.

### Редактор
- D. Scott; R. M. Weiner (1985). Local Equilibrium in Strong Interaction Physics, LESIP I. World Scientific. ISBN 9971-978-06-7.
- M. Plümer; S. Raha; R. M. Weiner (1990). Correlations and Multiparticle Production-CAMP, LESIP IV. World Scientific. ISBN 981-02-0331-4.
- R. M. Weiner (1997). Bose–Einstein Correlations in Particle and Nuclear Physics, A Collection of Reprints. John Wiley & Sons. ISBN 0-471-96979-6.